# حوثلة (حرض)

تعديل مصدري - تعديل

حوثلة هي إحدى قرى عزلة بني الحداد بمديرية حرض التابعة لمحافظة حجة، بلغ تعداد سكانها 380 نسمة حسب تعداد اليمن لعام 2004.